# ルビンの壺

ルビンの壺の一例

ルビンの壺（ルビンのつぼ、Rubin's vase）とは、1915年頃にデンマークの心理学者エドガー・ルビンが考案した多義図形。
日本においては「ルビンの壺」と言われることが多いが、ルビンの顔（ルビンのかお、Rubin face）、図地の壺（ずちのつぼ、figure-ground vase）、ルビンの盃・ルビンの杯（ルビンのさかずき、Rubin's goblet-profile）……等とも言われる。
背景に黒地を用いた白地の図形で、「向き合った2人の顔」にも「大型の壷」にも見えるという特徴を持つ。初出は、ルビンの2巻組の著書『視覚的図形』（Synsoplevede Figurer）。
同書は他にも、白地と黒地にマルタ十字をあしらった図形などが多数掲載されているが、この中でもルビンの壺が最も広く知られている。

## 認知心理学
感覚や知覚、記憶といった人間の情報処理過程を解明する認知心理学においては、知覚システムについて様々な研究成果が生み出されてきた。
その内の1つに「図と地の分化（分離）」というものがある。1つのまとまりのある形として認識される部分を「図」、図の周囲にある背景を「地」と呼び、図と地の分化によって初めて形を知覚する、というものである。
この事について、ルビンは『視覚的図形』の中で次のように論理を展開した。
| 「 | 共通の境界線を持つ2つの領域があり、一方を図、他方を地として見るとする。その結果、直接的知覚的経験は両領域の共通の境界線から生じ、1つの領域のみか、一方が他方よりも強く作用する行動形成効果に特徴付けられる。 | 」 |

要は一方が図になるとその形が知覚され、残りは地としてしか知覚されないという事を、図地反転図形の1つであるルビンの壺を例に採り説明したのである。
ルビンの壺では白地（つまり壺のように見える部分）を図として認識すると、黒地（つまり2人の横顔のように見える部分）は地としてしか認識されず（逆もまた真である）、決して2つが同時には見えない。

## 特別支援教育
障害のある子どもの場合、2つの見方のうちの一方しかできないというケースもある。これは、絵と認識する「図」となる面と背景となる「地」となる面の切り替えができず、「図-地知覚障害」の状態とされる。
このため、特別支援教育における子どもの学習行動上、「図-地知覚障害」を有することは、その子どもにとっては「ノイズ」要因となりうることを意味する。

## 現象学的身体論
メルロ＝ポンティは現象学を基盤とし、これを人間の行動の構造と身体の性質(機能)による知覚の構造に適用し、現象学的身体論を展開する。メルロ＝ポンティは、認識を人間の行動としてとらえ直し、認識の出発点を知覚に求め、身体の性質から知覚の本質に迫った。主著『知覚の現象学』では、人間の知覚の特質を、「地」と「図」の関係として説明する。「ルビンの杯」の事例では、白色の紙の上にこぼれた黒インクのない白色部分が「地」となっている場合は、意識は黒インクに集中し、それが「図」となって描く図形は「向き合う二人の人間」のように見える。一方、黒インクが「地」となっている場合、意識は黒インクのない白色部分に集中し、それが「図」となって描かれる図形は「杯」のように見えるのである。
このように、人間の知覚は、意志の志向性や知覚が集中する箇所の差異、「地」と「図」の関係の変化、身体の性質(機能)が原因となって、同一の視界が「杯」のように見えたり、「向き合う二人の人間」のように見えたりもする。これは人間にとっての身体の性質(身体性)に起因するものとポンティは考えた。

## その他
福田繁雄が自身の顔の凹凸を元に作った「フクダの壺」（あるいは「ルビンの壷のようなフクダの壷」とも）という作品がある。立体物（回転体）にしてしまうと、意外と気付かれないものだとのこと。
福岡市中央区天神にある商業ビル「天神コア」のロゴはルビンの壷のように人の顔を向かい合わせにして天神の頭文字「T」を表した意匠で、福田のデザインによる。